# Fortaleza de La Bastida de Totana
La fortaleza de La Bastida de Totana está ubicada en un yacimiento arqueológico de Totana, de la Región de Murcia (España) habitado entre 1650 a. C. y 1100 a. C. (aunque la fortaleza data de la Edad del Bronce). Esta fortaleza es la más poderosa conocida hasta ahora de Europa continental en su época, perteneciendo a una sociedad comparable en términos políticos y militares sólo con la civilización minoica.
Las murallas tenían un espesor de 2-3 m y una altura probable de 6-7, apareciendo reforzadas por torres macizas de 4 m de lado y presentando una entrada monumental. Aunque se han excavado 70 m de muralla, su longitud total podría ser de unos 300. La excavación, llevada a cabo en el año 2012, estableció que fue una fortificación "insólita", ya que incluía elementos que sólo se conocen en lugares de Oriente Próximo, como Siria y Palestina, así como Anatolia. Este hecho ha llevado a los arqueólogos a formular la hipótesis de que existieron vinculaciones entre el Mediterráneo occidental y el oriental durante la Edad del Bronce.